# فيكرز فاليتا
فيكرز فاليتا  (بالإنجليزية: Vickers Valetta)‏ هي طائرة نقل عسكري أنتجت في بريطانيا. من صناعة فيكرز أرمسترونغس. كان أول طيران لها في 30 يونيو 1947. صنع منها 263 طائرة.